# Blå efternøler
En blå efternøler er en stjerne, som er mere lysstærk og varmere, end hvad man skulle forvente ud fra de omgivelser, stjernen befinder sig i. De optræder typisk i kugleformede hobe. Sådanne hobes høje alder betyder, at de lysstærkeste stjerner, der udvikler sig hurtigt, i et farve-lysstyrke diagram har forladt hovedserien og har bevæget sig over i kæmpegrenen. Blå efternølere gør sig bemærkede ved at befinde sig et sted i farve-lysstyrke diagrammet, hvor der ikke burde være stjerner, se hosstående illustration. Spørgsmålet er derfor, hvordan de kan være endt i et "forbudt" område. Blå efternølere blev først opdaget af den amerikanske astronom Allan Sandage i 1953 ved en astrofotometrisk gennemmønstring af stjernerne i den kugleformede hob Messier 3.

## Beskrivelse
Ifølge standardteorierne for stjerners udvikling med tiden vil en stjernes position i Hertzsprung-Russell-diagrammet være bestemt af stjernens begyndelsesmasse, dens grundstofsammensætning og dens alder. I en hob blev stjerner alle dannet på nogenlunde samme tid af det samme stof og derfor bør alle stjerner i et HR-diagram for en hob ligge langs en klart defineret kurve, der er fastsat af hobens alder. De enkelte stjerners position på denne kurve er udelukkende bestemt af deres begyndelsesmasse. Blå efternølere har masser, som er to til tre gange større end resten af hobens hovedseriestjerner, så blå efternølere er en klar undtagelse fra denne regel. Løsningen på dette problem skal findes i den store tæthed af stjerner i centret af kugleformede hobe. Den øger muligheden for sammenstød og sammensmeltning af to lettere stjerner til en enkelt tung. Den derved dannede stjerne har gennemgået en foryngelseskur. Blå efternølere findes også blandt feltstjerner, selvom det er sværere at adskille dem fra ægte massive hovedseriestjerner. Man kan dog finde blå efternølere i Mælkevejsgalaksens halo, da alle til overs blevne stjerner her har lav masse.

## Dannelse
Der er blevet fremsat flere forklaringer på eksistensen af blå efternølere. Det enkleste er, at blå efternølere er dannet senere end resten af stjernerne i hoben, men beviser for dette er begrænsede. Et andet forslag er, at blå efternølere enten er feltstjerner, som faktisk ikke er medlemmer af de hobe, som de synes at høre til, eller er feltstjerner, som blev indfanget af hoben. Dette forekommer dog usandsynligt, da blå efternølere ofte opholder sig i centrum af de hobe, som de tilhører. Den mest sandsynlige forklaring er, at blå efternølere er resultatet af en kollision mellem to stjerner. Den nydannede stjerne har således en højere masse, og indtager en position på HR-diagrammet, som tidligere blev befolket af ægte unge stjerner.

### Dannelse i stjernehobe
De to mest levedygtige forklaringer på eksistensen af blå efternølere involverer begge vekselvirkninger mellem medlemmer af hoben. En forklaring er, at de er nuværende eller tidligere tætte dobbeltstjerner, der er i gang med at smelte sammen eller allerede har gjort det. Den anden mulighed er, at de er opstået ved sammenstød mellem to medlemmer af hoben, som har ført til dannelsen af en enkelt stjerne med en masse, som er større end stjernemassen ved forgreningspunktet i HR-diagrammet. Der er beviser for denne opfattelse i at blå efternølere ser ud til at være meget mere almindelige i tætte områder af stjernehobe, især i kernerne af kuglehobe. Da der her er væsentligt flere stjerner pr. volumenenhed, er kollisioner og tætte møder langt mere sandsynlige her end blandt øvrige stjerner. Beregninger af det forventede antal kollisioner stemmer overens med det observerede antal blå efternølere.
En måde at teste denne hypotese på er at studere stjernepulseringer hos variable blå efternølere. De asteroseismologiske egenskaber af sammensmeltede stjerner kan være målbart forskellige fra dem for typiske pulserende variable med lignende masse og lysstyrke. Målingen af pulsationer er imidlertid meget vanskelig på grund af manglen på variable blå efternølere, de små amplituder i deres pulsering og de overfyldte felter, hvor disse stjerner ofte findes. Nogle blå efternølere er blevet observeret at rotere hurtigt. Eksempelvis har man i 47 Tucanae observeret en til at rotere 75 gange hurtigere end Solen, Dette er i overensstemmelse med dannelse ved kollision.
Den anden forklaring bygger på masseoverførsel mellem to stjerner født i et dobbeltstjernesystem. Den mere massive af de to stjerner i systemet vil udvikle sig hurtigst, og efterhånden som den udvider sig, vil stof fra den strømme ud over dens Roche-lap og over på ledsageren. Masse fra den oprindeligt tungeste komponent vil hurtigt overføres til den mindre. Ligesom i kollisionshypotesen forklarer dette, hvorfor der er hovedsekvensstjerner, som er mere massive end andre stjerner i hoben, der allerede har udviklet sig fra hovedsekvensen. Observationer af blå efternølere har vist, at nogle har et væsentligt mindre indhold af kulstof og oxygen i deres fotosfære end normalt, hvilket er tegn på, at deres ydre lag er blevet overført fra ledsageren.
Samlet set er der beviser for, at både kollisioner og masseoverførsel mellem dobbeltstjerner kan føre til dannelse af blå efternølere. I Messier 3, 47 Tucanae, og NGC 6752, ser begge mekanismer ud til at operere. Her har kollisioner dannet blå efternølere i hobenes kerner, medens masseoverførsel har produceret blå efternølere i hobenes udkanter  Med Kepler-rumteleskopet har man opdaget hvide dværge med lav masse som ledsagere til to blå efternølere. Dette antyder, at disse to blå efternølere fik masse via stabil overførsel og efterlod ledsageren som en forarmet hvid dværg.

### Dannelse blandt feltstjerner
Man finder også blå efternølere blandt feltstjerner, altså stjerner, som ikke er medlem af en hob. De må være opstået ved vekselvirkning i tætte dobbeltstjernesystemer. Da brøkdelen af tætte dobbeltstjerner aftager med deres metalindhold (i astronomi defineret som indhold af grundstoffer tungere end hydrogen og helium), er der voksende sandsynlighed for dannelse af blå efternølere i metalfattige stjernepopulationer. Det er dog vanskeligere at identificere blå efternølere blandt feltstjerner end i stjernehobe på grund af forskelligheden af deres alder og deres indhold af metaller. Det har dog været muligt at identificere blå efternølere i gamle stjernepopulationer, som man kan finde dem i Mælkevejsgalaksens halo og i dværggalakser.

## Røde og gule efternølere
"Gule efternølere" eller "røde efternølere" er stjerner med farver mellem forgreningspunktet og kæmpegrenen, men mere lysstærke end stjernerne her. Sådanne stjerner er blevet identificeret i åbne og kugleformede stjernehobe. Disse stjerner kan være tidligere blå efternølere, der nu er ved at udvikle sig mod kæmpegrenen.